# Associação de Futebol da Guarda
Associação de Futebol da Guarda (AFG) é o organismo que tutela as competições, clubes e atletas do Distrito da Guarda, tendo sido fundada a 15 de Maio de 1940 e os seus estatutos publicados em Diário da República a 15 de Maio de 1946. Atualmente tem a sua sede na Rua Comandante Salvador do Nascimento Bl3 - Guarda.

## História
A fundação da Associação de Futebol da Guarda remonta a 15 de maio de 1940. Vivia-se então uma altura onde existia uma grande necessidade de dignificar o Futebol como prática desportiva no distrito. A comissão organizadora foi encabeçada por uma figura carismática da cidade, o advogado Dr. João José Gomes.
O documento mais antigo emitido pela Associação de Futebol da Guarda, tem o nº14 e é datado de 12 de Setembro de 1940, em que são signatários os membros da Comissão Instaladora. Trata-se de um ofício dirigido ao Governo Civil, juntamente com os estatutos da referida Associação, solicitando a correspondente aprovação.
A aprovação foi bastante demorada, acredita-se que por motivos ligados à 2ª Guerra Mundial, condições económicas, ou qualquer outro factor. O que é certo é que a aprovação dos estatutos pelo Ministério da Educação Nacional só aparece publicada na 2ª Série do Diário do Governo, número cento e onze de 15 de maio de 1946. O respectivo alvará foi lavrado a vinte e quatro de Setembro do mesmo ano, pelo Dr. José Gaspar da Cruz Filipe, Secretário do Governo Civil da Guarda, no impedimento do senhor Governador Civil, com base nas atribuições que eram conferidas pelo Artigo nº 407, nº 8 do Código Administrativo.

### Primeiras Competições
No decorrer do ano de 1946, surge a primeira competição organizada pela Associação de Futebol da Guarda, denominada "Taça Iniciação" a qual concorreram nove equipas. Participaram na prova os seguintes clubes:
- Atlético Clube Egitaniense (Guarda)
- Clube de Futebol "Os Gouveenses" (Gouveia)
- Clube de Futebol "Os Pinhelenses" (Pinhel)
- Clube de Futebol "Os Vilanovenses" (Gouveia)
- Grupo Desportivo "Os Serranos" (Gouveia)
- Sport Lisboa e Guarda (Guarda)
- Sporting Clube de Gouveia (Gouveia)
- Sporting Clube Guarda-Gare (Guarda)
- União Futebol Clube de Arcozelo (Gouveia)

Esta competição foi conquistada pelo Sporting Clube da Guarda-Gare.
Entretanto, no mesmo ano, arranca o primeiro Campeonato Distrital, ou Campeonato Regional, o qual teve o sorteio a 13 de setembro e início a 22 do mesmo mês, com seis equipas em prova:
- Atlético Clube Egitaniense
- Clube de Futebol "Os Gouveenses"
- Clube de Futebol "Os Pinhelenses"
- Sport Lisboa e Guarda
- Sporting Clube Guarda-Gare
- Sporting Clube de Gouveia

## Órgãos Sociais
| Presidente: Luís Manuel Tadeu Marques Vice-Presidente: Paulo Velho Álvaro Secretário: Marco Daniel Gonçalves Rodrigues Secretário: Rui Filipe da Fonseca Ascensão Secretário:Francisco Miguel Gomes Inácio Suplente: Carlos Alberto Jacinto Alves Presidente: Amadeu Garcia de Andrade Poço Vice-Presidente: Francisco Paulo Moreira Menano Vice-Presidente:José Américo Moreira Ribeiro de Moura Vice-Presidente: Maria Luísa Pereira Fonseca Trigo da Romana Vice-Presidente: José Alberto Almeida Morgado Vice-Presidente: Fernando José Lopes da Costa Diretor: Virgínia Marina Monteiro Romoaldo Cardosa Suplente: João Luís Nabais Suplente: Matei Mirela Felícia Suplente: Carlos Henrique Soares Presidente: Hugo Miguel Mendes Fernandes Secretário Relator: Ricardo Jorge Pereira Né Neves de Sousa Vogal: Francisco José Aguilar Calado Ferreira Suplente: Jorge Manuel Dias | Presidente: Francisco José Cerdeira Filipe Vogal: Frederico José dos Santos Fonseca Vogal: João Heitor Pais da Costa Vasques Osório Suplente: Cristina Pereira Teixeira Escaleira Presidente: José Paulo Saraiva Sarmento Vice-Presidente: Sara Vieira de Almeida Vice-Presidente: Luís Miguel Gaspar Matos Soares Vogal: Paulo Jorge Costa Teixeira Vogal: Nuno Miguel Valente Correia Suplente: Paulo Jorge Perdigão Andrade Suplente: Vítor Daniel Carvalho de Magalhães Suplente: António Manuel Avelãs Pereira Presidente: Alfredo Daniel Soares Vice-Presidente: Rui Sérgio Paulos Badana Vice-Presidente: Luís Miguel Fonseca Reigado Vice-Presidente: Nuno Miguel Santarém Baptista Vogal: Bruno Alexandre Figueiredo Andrade Suplente: João dos Santos Ferreira Suplente: Vítor Manuel Pereira Guindeira |

## Equipas inscritas nas Competições Seniores - Época 2020/21

### Distritais

#### Futebol[10]
- Associação Cultural Desportiva Estrela de Almeida
- Associação Cultural Desportiva Soito
- Associação Cultural Desportiva Vila Franca das Naves
- Associação Cultural Desportiva Recreativa Freixo de Numão
- Associação Desportiva Fornos de Algodres
- Associação Desportiva Recreativa Cultural Aguiar da Beira
- Clube Desportivo Gouveia
- Grupo Cultural Recreativo Casal de Cinza
- Grupo Desportivo Foz Côa
- Grupo Desportivo Trancoso
- Guarda Desportiva Futebol Clube
- Guarda Futebol Clube
- Sporting Clube Celoricense
- Sporting Clube de Sabugal
- União Desportiva "Os Pinhelenses"

#### Futsal (masculino)
- Associação Desportiva Recreativa Cultural Aguiar da Beira
- Associação Desportiva Recreativa Cultural Penaverdense
- Club Futsal Sabugal
- Escola Desporto Carlos Franco
- Grupo Desportivo Sameiro
- Grupo Desportivo Recreativo Lameirinhas
- Sporting Clube de Sabugal

#### Futsal (feminino)
- Associação Cultural Desportiva Estrela de Almeida
- Associação Desportiva Recreativa Cultural Aguiar da Beira
- Centro Cultural Desportivo e Recreativo de Vila Cortês do Mondego
- Club Futsal Sabugal

### Nacionais

#### Futebol
- Centro Cultural Desportivo e Recreativo de Vila Cortês do Mondego

#### Futsal (masculino)
- Grupo Desportivo Sameiro

#### Futsal (feminino)
- Associação Promoção Animação Desportiva Cultural Social GUARDA 2000

## Palmarés Futebol Sénior
| Temporada | 1ª Divisão                | 2ª Divisão                | Taça Honra                | Taça 2ª Divisão        | Taça Promoção         |
| --------- | ------------------------- | ------------------------- | ------------------------- | ---------------------- | --------------------- |
| 2024/25   |                           |                           |                           |                        |                       |
| 2023/24   | Guarda FC                 | Ginásio Clube Figueirense | Ginásio Clube Figueirense | CD Gouveia             |                       |
| 2022/23   | CD Gouveia                | Sp. Mêda                  | CD Gouveia                | SC Mêda                |                       |
| 2021/22   | Guarda Desportiva FC      | CF "Os Vilanovenses"      | Sp. Mêda                  | SC Mêda                |                       |
| 2020/21   | CD Trancoso               |                           |                           |                        |                       |
| 2019/20   | SC Mêda *                 | não terminou/anulado *    | não terminou/anulado *    | não terminou/anulado * |                       |
| 2018/19   | Ginásio Clube Figueirense | ACD Vila Franca Naves     | CCDR Vila Cortês          | ACD Vila Franca Naves  |                       |
| 2017/18   | SC Mêda                   | SC Celoricense            | CD Gouveia                | SC Celoricense         |                       |
| 2016/17   | AD Fornos de Algodres     | ACD Vila Franca Naves     | SC Sabugal                | SC Celoricense         |                       |
| 2015/16   | CD Gouveia                | AD São Romão              | ADRC Aguiar da Beira      | ACD Estrela Almeida    |                       |
| 2014/15   | SC Sabugal                | AD Fornos de Algodres     | AD Manteigas              | Guarda Unida           | AD Fornos de Algodres |
| 2013/14   | CD Gouveia                | FC Pala                   | CD Gouveia                |                        |                       |
| 2012/13   | AD Manteigas              | AD São Romão              | AD Manteigas              |                        |                       |
| 2011/12   | ADRC Aguiar da Beira      | Sporting Paços da Serra   | GD Foz Côa                |                        |                       |
| 2010/11   | SC Mêda                   | Mileu Guarda SC           | CD Gouveia                |                        |                       |
| 2009/10   | ADRC Aguiar da Beira      | ACD Vila Franca Naves     | SC Sabugal                |                        |                       |
| 2008/09   | SC Mêda                   | ACD Soito                 | CCDR Vila Cortês          |                        |                       |
| 2007/08   | AD Fornos de Algodres     |                           | GD Foz Côa                |                        |                       |
| 2006/07   | Ginásio Clube Figueirense |                           | ADRC Aguiar da Beira      |                        |                       |
| 2005/06   | UD Seia                   |                           | CCDR Vila Cortês          |                        |                       |
| 2004/05   | AD Fornos de Algodres     |                           | Ginásio Clube Figueirense |                        |                       |
| 2003/04   | Souropires                |                           | UD "Os Pinhelenses"       |                        |                       |
| 2002/03   | ADRC Aguiar da Beira      |                           |                           |                        |                       |
| 2001/02   | CD Gouveia                |                           |                           |                        |                       |
| 2000/01   | Mileu Guarda SC           |                           |                           |                        |                       |
| 1999/00   | CD Gouveia                |                           |                           |                        |                       |
| 1998/99   | Mileu Guarda SC           |                           |                           |                        |                       |
| 1997/98   | AD São Romão              |                           |                           |                        |                       |
| 1996/97   | UD "Os Pinhelenses"       | ADRC Fornotelheiro        |                           |                        |                       |
| 1995/96   | AD São Romão              |                           |                           |                        |                       |
| 1994/95   | GD Foz Côa                |                           |                           |                        |                       |
| 1993/94   | AD Fornos de Algodres     |                           |                           |                        |                       |
| 1992/93   | SC Celorico               |                           |                           |                        |                       |
| 1991/92   | UD "Os Pinhelenses"       |                           |                           |                        |                       |
| 1990/91   | UD Seia                   |                           |                           |                        |                       |
| 1989/90   | GD Foz Côa                |                           |                           |                        |                       |
| 1988/89   | SC Sabugal                |                           |                           |                        |                       |
| 1987/88   | AD S. Romão               |                           |                           |                        |                       |
| 1986/87   | CF "Os Vilanovenses"      |                           |                           |                        |                       |
| 1985/86   | UD Seia                   |                           |                           |                        |                       |
| 1984/85   | CF "Os Vilanovenses"      |                           |                           |                        |                       |
| 1983/84   | UD Seia                   |                           |                           |                        |                       |
| 1982/83   | CD Gouveia                |                           |                           |                        |                       |
| 1981/82   | AD São Romão              |                           |                           |                        |                       |
| 1980/81   | UD Seia                   |                           |                           |                        |                       |
| 1979/80   | CF "Os Vilanovenses"      |                           |                           |                        |                       |
| 1978/79   | AD Fornos de Algodres     |                           |                           |                        |                       |
| 1977/78   | CF "Os Vilanovenses"      |                           |                           |                        |                       |
| 1976/77   | SC Gonçalense             |                           |                           |                        |                       |
| 1975/76   | GD Trancoso               |                           |                           |                        |                       |
| 1974/75   | CF "Os Vilanovenses"      |                           |                           |                        |                       |
| 1973/74   | UD "Os Pinhelenses"       |                           |                           |                        |                       |
| 1972/73   | ACD Guarda                |                           |                           |                        |                       |
| 1971/72   | Vilar Formoso             |                           |                           |                        |                       |
| 1970/71   | SC Celoricense            |                           |                           |                        |                       |
| 1969/70   | GD Trancoso               |                           |                           |                        |                       |
| 1968/69   | SC Gonçalense             |                           |                           |                        |                       |
| 1967/68   | ACD Guarda                |                           |                           |                        |                       |
| 1966/67   | CD Gouveia                |                           |                           |                        |                       |
| 1965/66   | CD Gouveia                |                           |                           |                        |                       |
| 1964/65   | CD Gouveia                |                           |                           |                        |                       |
| 1963/64   | ACD Guarda                |                           |                           |                        |                       |
| 1962/63   | Sporting de Gouveia       |                           |                           |                        |                       |
| 1961/62   | ACD Guarda                |                           |                           |                        |                       |
| 1960/61   | Sporting de Gouveia       |                           |                           |                        |                       |
| 1959/60   | Sporting de Gouveia       |                           |                           |                        |                       |
| 1958/59   | ACD Guarda                |                           |                           |                        |                       |
| 1957/58   | Sporting de Gouveia       |                           |                           |                        |                       |
| 1956/57   | não se realizou           |                           |                           |                        |                       |
| 1955/56   | Sporting de Gouveia       |                           |                           |                        |                       |
| 1954/55   | Sporting de Gouveia       |                           |                           |                        |                       |
| 1953/54   | não se realizou           |                           |                           |                        |                       |
| 1952/53   | CF "Os Gouveenses"        |                           |                           |                        |                       |
| 1951/52   | Amieiros Verdes-Manteigas |                           |                           |                        |                       |
| 1950/51   | União da Guarda           |                           |                           |                        |                       |
| 1949/50   | União da Guarda           |                           |                           |                        |                       |
| 1948/49   | SC Gouveia                |                           |                           |                        |                       |
| 1947/48   | CF "Os Gouveenses"        |                           |                           |                        |                       |
| 1946/47   | CF "Os Gouveenses"        |                           |                           |                        |                       |

* época não finalizada devido à pandemia COVID19